# 神戸夙川学院大学
神戸夙川学院大学（こうべ しゅくがわ がくいんだいがく、英語: Kobe Shukugawa Gakuin University）は、兵庫県神戸市中央区港島1-3-11に本部を置いていた日本の私立大学である。2007年に設置され、2015年に廃止された。大学の略称はKSGU、神戸夙川。

## 概観

### 大学全体
2007年4月に開学した、観光文化学部観光文化学科を設置した単科大学であった。2014年4月に次年度からの学生募集停止を発表し、在学生と教育資産は2015年4月に神戸山手大学現代社会学部観光文化学科に継承され、2015年8月31日に廃止された。キャンパスは神戸山手大学には継承されず、2013年4月に西宮市から移転して併設されていた夙川学院短期大学がそのまま継承した。

### キャッチコピー
「観光は地球の未来（人と文化と自然の共生）を創造するエンジン」

### 教育方針
「幅広い教養と社会的実践力を兼備した人材の養成」
世界を先駆ける観光立国の中心的存在として活躍できる、幅広い知識と専門的な技術を身につけた人材の養成を目標としていた。

### 大学廃止後の継承先やキャンパスの状況
上記の通り、在学生と教育資産は2015年に神戸山手大学現代社会学部観光文化学科に継承され、2019年4月には学科の名称が「観光文化学科」から「観光学科」に変更された。その後、2020年4月に神戸山手大学現代社会学部観光学科は関西国際大学に学部譲渡され、関西国際大学現代社会学部観光学科となり、2021年4月には関西国際大学国際コミュニケーション学部観光学科となった。
キャンパスは、夙川学院短期大学が継承し、2016年4月に夙川学院中学校・高等学校も西宮市から移転した。2019年4月には、夙川学院短期大学と夙川学院中学校・高等学校は神戸市内の他の場所にそれぞれ移転した。キャンパスは、2018年に学校法人神戸学院大学が学校法人夙川学院から取得しており、2019年から神戸学院大学のポートアイランド第2キャンパスとして使用されている。

## 沿革
2007年
3月 神戸ポートアイランドキャンパスを開設する。
4月 神戸夙川学院大学が観光文化学部観光文化学科の単立で開学する。
10月 3号館を供用開始する。
2008年
5月 GOING KOBE（チャリティーミュージックフェスタ）が会場のひとつとして催され、以降は毎年開催された。
2010年
4月 学校法人夙川学院が創立130年となる。
2011年
5月 GOING KOBEがCOMIN'KOBEと改称されて開催され、以降は会場のひとつとして毎年開催された。
8月 第1回「観光甲子園」本選を開催し、以降は毎年開催した。
2013年
4月 キャンパス内に夙川学院短期大学が移転する。
2014年
3月 日本高等教育評価機構による大学機関別認証評価（2013年度）で「不適合」と判定された。
4月 次年度以降の学生募集停止を発表した。運営者である学校法人夙川学院の経営問題が要因である。
7月 神戸山手大学が、設置認可申請中の観光文化学科にカリキュラム・学生・教職員を継承する方向で調整、と発表した
8月 神戸山手大学が現代社会学部観光文化学科の設置を認可された。
2015年
4月 観光文化学部観光文化学科を、神戸山手大学現代社会学部観光文化学科に継承した。
8月 大学を廃止した。

## 基礎データ

### 所在地
- 神戸ポートアイランドキャンパス（〒650-0045　兵庫県神戸市中央区港島1-3-11）

### 附属機関
- 英語教育研究所
- 観光教育研究所
- 地域研究所
- キャリアセンター
- エクステンションセンター

## 教育および研究

### 組織

#### 学部・学科・コースと分野
- 観光文化学部　観光文化学科
  - 文化・自然ツーリズムコース
    - 歴史文化ツーリズム分野
    - 環境・グリーンツーリズム分野

  - ヘルスツーリズムコース
    - ヘルス・スポーツツーリズム分野
    - バリアフリーツーリズム分野

  - エア・クルーズツーリズムコース
    - エアラインツーリズム分野
    - クルーズツーリズム分野

  - ホテル・イベントコーディネーターコース
    - ホテルマネージメント分野
    - イベントコーディネーター分野

### カリキュラム
- 国際文化都市である神戸に立地する利点を活かし、幅広い視点から観光文化を学ぶカリキュラムを備えた。
- 英語・中国語のいずれか一方を選択必修とし、高度で実践的な語学力の習得を目指した。
- 世界各地や日本の歴史や地理を学ぶ、地域研究科目に力点を置いた。
- 医療・福祉関連の科目を開講して旅行中の危機管理能力をもつ人材の育成が目指さした。
- 選択した分野に関連する企業でインターンシップが実施した。
- 語学科目、調査研究科目などは少人数教育が実施した。
- 学生に米国・中国等の提携校への留学が推奨され、現地で履修した単位が卒業単位として認定された。

## 学生生活

### 部活動・クラブ活動・サークル活動
- 重点支援クラブとして吹奏楽部が指定された。[15]

体育会サークル
夙川Showers（軟式野球）・FREE STYLE（バスケット）・バドミントンサークル・Fiesta（フットサル）・バレーボールサークル・KSGU TT（卓球）・ラケットをスイングしたい（硬・軟式テニス）・マラソンサークル・Frisk（ソフトボール）・ハンドボール倶楽部・キンボールサークル
などが活動していた。
文化系サークル
投稿倶楽部・真選組（イベントボランティア）・World Advance（旅行）・茶道サークル・放送サークル・現代視聴覚文化研究部
などが活動していた。

### 大学祭
- 神戸夙川学院大学の大学祭は「湊風祭（そうふうさい）」と称し、吹奏楽が「神戸ポートアイランドブラスフェスティバル」などをもよおした。（10月）

### その他のイベント
- 新入生オリエンテーション合宿「Rookie Jam」（4月か5月）
- COMIN'KOBE チャリティーロックイベント。4月か5月に、神戸夙川学院大学キャンパスとワールド記念ホールで行われた。
- 観光甲子園 神戸夙川学院大学が事務局。本選は8月に神戸夙川学院大学アリーナで行われた。
- 夙川学院吹奏楽定期演奏会（3月）

## 大学関係者
- 河内厚郎：観光文化学部教授で、評論家、文化プロデューサー。
- 後藤正治：神戸夙川学院大学元学長で、ノンフィクション作家。
- 吉永陽一：観光文化学部特任教授で、音楽教育者。

## 施設

### キャンパス
- 〒650-0045　兵庫県神戸市中央区港島1-3-11
  - ポートライナーみなとじま駅より徒歩で約10分
  - 神戸交通振興バス・神姫バス ポーアイキャンパスすぐ

#### 建物
- 1号館から4号館まであった。豪華客船の雰囲気をイメージした造り。
- エントランスは、大きなポルティコの形。
- 1号館と2号館の間は、キャニオンと呼ばれる屋根付きのオープンスペース。
- 廊下は吹き抜けで、天井等から自然光が入るつくり。
- アリーナ（2号館）は、観客席を完備したつくり。

- 世界遺産情報センターが1号館に設けられ、中国の兵馬傭やアンコールワットのジオラマ等が展示されていた。[16]。
- 1号館・3号館の1階と2階に、船の甲板をイメージした木製のデッキが設けられていた。
- プロジェクトルームが1号館2階にあり、学生が主体となって取り組む「学生プロジェクト」に認定されたチームが使用した。
- プレゼンテーションルームが1号館4階にあり、イベントの準備等に使用された。

#### 食堂
- 3号館1階に食堂、 3号館2階にカフェがあった。
- 近隣の他大学（神戸学院大学・兵庫医療大学等）とも食堂の相互利用が可能であった。

## 対外関係

### 日本の他大学との協定
- 「ポートアイランド4大学連携」に参加し、隣接する神戸学院大学や兵庫医療大学、神戸女子大学・神戸女子短期大学との間で、単位互換や図書館・食堂の相互利用などの仕組みを整えていた。[17]
- 「みなとまち大学連携協定」を、長崎国際大学・横浜商科大学と締結していた。[18]。
- 「大学コンソーシアムひょうご神戸」に参加していた。[19]

### 海外協定校
- アメリカ合衆国
  - オレゴン大学
  - オレゴン州立大学
  - カリフォルニア州立大学
  - シラキュース大学
  - ニューメキシコ州立大学
  - ピッツァー・カレッジ
  - フィンランディア大学
  - フェリシアン・カレッジ
  - ポートランド州立大学
  - メリルハースト大学
- 中国
  - 北京工業大学
  - 北京師範大学
  - 上海外国語大学

### 系列校
- 夙川学院短期大学
- 夙川学院中学校・高等学校